# Per-Olov-Enquist-Preis
Der Per-Olov-Enquist-Preis (schwedisch P.O. Enquists pris) ist ein Literaturpreis für junge, europaweit bekannt gewordene Schriftsteller. Der Preis wurde im Jahr 2005 zum 70. Geburtstag des schwedischen Autors Per Olov Enquist von seinen internationalen Verlagen gestiftet. Er beinhaltet ein vierwöchiges Arbeitsstipendium. 
Enquist überreichte die Auszeichnung erstmals Ende September 2005 im Rahmen der Göteborger Buchmesse. 

## Preisträger
- 2005: Juli Zeh (Deutschland)
- 2006: Jonas Hassen Khemiri (Schweden)
- 2007: Trude Marstein (Norwegen)
- 2008: Daniel Kehlmann (Deutschland/Österreich)
- 2009: Helle Helle (Dänemark)
- 2010: Jonas T. Bengtsson (Dänemark)
- 2011: Jón Kalman Stefánsson (Island)
- 2012: Mara Lee (Schweden)
- 2013: Ingvild H. Rishøi (Norwegen)
- 2014: Dorthe Nors (Dänemark)
- 2015: Karolina Ramqvist (Schweden)
- 2016: Lars Petter Sveen (Norwegen)
- 2017: Johannes Anyuru (Schweden)
- 2018: Caroline Albertine Minor (Dänemark)
- 2019: Amanda Svensson (Schweden)
- 2020: Asta Olivia Nordenhof (Dänemark)
- 2021: Jan Grue (Norwegen)
- 2022: Fríða Ísberg (Island)
- 2024: Skapar Theis Ørntoft (Dänemark)